# Clytia linearis
Clytia linearis is een hydroïdpoliep uit de familie Campanulariidae. De poliep komt uit het geslacht Clytia. Clytia linearis werd in 1900 voor het eerst wetenschappelijk beschreven door Thorneley. 